# Вальтер Слезак
Вальтер Слезак (нім. Walter Slezak, відомий в США також як Волтер Слезак (3 травня 1902 — 21 квітня 1983) — австрійський і американський характерний актор, який почав кінокар'єру в Німеччині в 1920-і роки, а після 1930 року грав в США в кіно, театрі та на телебаченні.
Слезак почав зніматися в кіно в 1922 році як худий і красивий романтичний головний герой, однак до 1930-х років він набрав солідну вагу і був змушений перейти в характерні актори. У 1930 році він переїхав до США, де спочатку грав в театрі."Високий і огрядний Слезак став розвивати в США дві різні кар'єри — в театрі він був зіркою музичної комедії, а в кіно зображував лиходіїв, хитрих пройдисвітів і пихатих блазнів". «У кіно Слезак умів поєднувати дві крайності, однаково майстерно виконуючи як комедійні, так і в негативні ролі». На початку своєї американської кінокар'єри, що припав на період Другої світової війни, Слезак часто грав нацистських злочинців у військових фільмах, а також знімався у фільмах нуар. З кінця 1940-х років Слезак, «химерний актор з круглим вусатим обличчям і масивним великим тілом», став зніматися переважно в легенях пригодницьких мелодрамах, комедіях і фільмах для сімейного перегляду. Кращими фільмами Слезак були німа мелодрама «Міхаель» (1924), військова драма «Ця земля моя» (1943) і військовий трилер «Рятувальний човен» (1944). До числа його кращих картин також відносяться військова мелодрама «Коли ми зустрінемося знову» (1944), пригодницька комедія «Принцеса і пірат» (1944), фільми нуар «Загнаний в кут» (1945) і «Народжений вбивати» (1947), музична пригодницька комедія «Пірат» (1948), комедія «Ревізор» (1949), романтичні комедії «Люди будуть пліткувати» (1951) і «Прийди вересень» (1961).